# Maurice Fox
Maurice Fox (Ucraina, 14 gennaio 1898 – Canada, 25 giugno 1988) è stato uno scacchista canadese.
Nato in Ucraina quando faceva parte dell'Impero russo, la sua famiglia si trasferì a Londra quando aveva pochi mesi di età. Partecipò alla prima guerra mondiale con il British Army. Dopo essersi laureato in ingegneria elettrica all'Università di Londra nel 1923 emigrò in Canada, stabilendosi prima a Montreal, poi a Peterborough.
Nel 1924 si classificò secondo a Hamilton nel campionato canadese, dietro a John Morrison. In seguito vinse otto volte il campionato canadese (1927, 1929, 1931, 1932, 1935, 1938, 1940 e 1949). È alla pari con Daniel Yanofsky per numero di vittorie.
Vinse il campionato della città di Montreal nel 1928 e 1929. Nel campionato statunitense open del 1936 si classificò secondo dietro a Arthur Dake nella fase preliminare e 8°-10° nelle finali a Filadelfia (vinse Israel Horowitz).
Partecipò con la nazionale canadese in 1a riserva alle Olimpiadi di Amsterdam 1954, ottenendo +5 =1 –2.
Vinse una partita in una simultanea di Capablanca su 40 scacchiere tenuta il 18 settembre 1919 a Londra.
Nel 1956, all'età di 58 anni, vinse contro il 13enne Bobby Fischer nel campionato canadese open di Montreal.